# Beginaudvar (Amszterdam)
A Beginaudvar (Begijnhof) Amszterdam házakkal körbezárt parkja, amelyet a korai 14. században alakítottak ki a beginák.

## Története

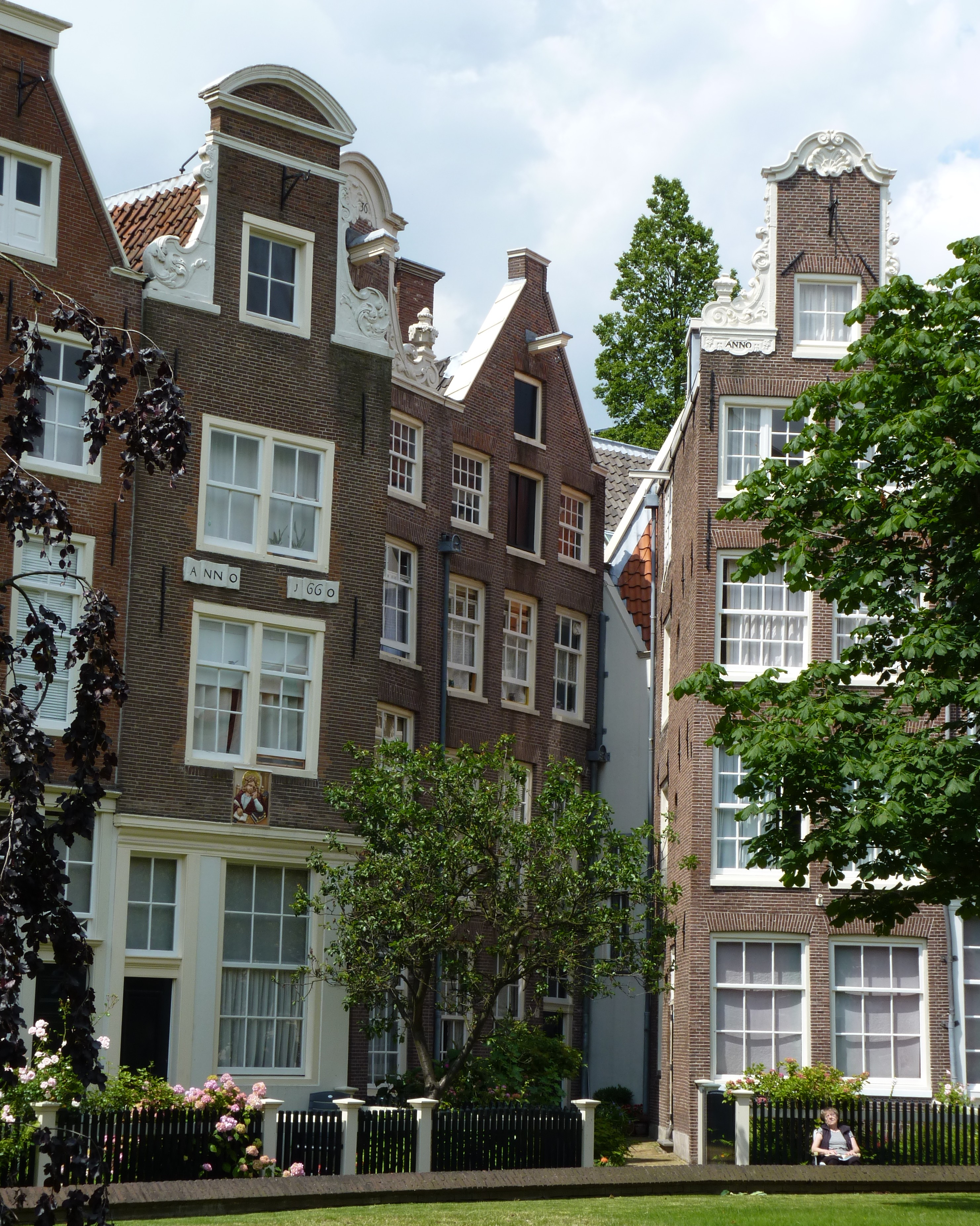

A nagyméretű, parkosított belső udvart a közösség tulajdonában álló házak határolják minden oldalról, így az a külvilág felé zárt építészeti egységként működött évszázadokon át. Az eredeti gótikus építményeket többször átépítették. A lakóterületet a beginák, egy katolikus nőközösség alakította ki, amelynek tagjai az apácákhoz hasonló vallási társaságként, de szerzetesi fogadalom nélkül éltek. A beginaudvar egyes házait ma is egy-egy nő lakja, megőrizve így önállóságát.
A beginák, hasonlatosan az apácákhoz, szüzességi fogadalmat kellett tenniük arra az időre, amíg a közösség tagjai, valamint engedelmességgel tartoztak plébánosuknak. A nővérek bármikor elhagyhatták a rendet. A nővérekre a hajadonság mellett más szabályok is vonatkoztak a nyugodt együttélés érdekében: kutyát és kakast, azok zajos mivolta miatt, nem tarthattak, barátnő csak kizárólag engedéllyel aludhatott náluk.
A Beginaudvarban található a város legrégebbi, az 1420-as évekből származó épülete a Faház (Het Houten Huis), ez a 34-es ház. Egyike a városban található két fahomlokzatú épületnek, ugyanis az ilyen építkezést, több tűzvészt követően, betiltották 1521-ben. (A másik épület a Café In 't Aepjen.) A közösség többi lakóépületét a 16. század után emelték. A csatlakozó falakat bibliai tárgyú képek díszítik. Az épületek déli sorában áll az Angol templom (Engelse Kerk), amely ma protestáns imahelyként működik. Egy kápolna már 1397-ben is működött a terület északi oldalán, a templomot arra a déli területre építették, amelyet 1417-ben vásároltak meg a nővérek. Az épület 1421-ben és 1452-ben is súlyosan megrongálódott a tűzben.
A protestánsok 1578-as amszterdami hatalomátvétele után a katolikus vallásgyakorlást betiltották a városba, egyedül a Beginaudvar őrizhette meg felekezeti elkötelezettségét, mivel a lakóközösség házai magántulajdonban voltak. A templomot ekkor vették el a nővérektől, akik vallásukat a 29-es és a 30-as házban kialakított kápolnában gyakorolták.